# Aérodrome de Linguère
 (mars 2020).
L'aéroport de Linguère est un aéroport desservant la ville de Linguère au Sénégal.

## Situation
| \| 50 km1:10 137 000 \| Saint-Louis · XLS Ziguinchor Dakar · DKR Dakar · DSS Kolda Cap Skirring Kédougou Tambacounda Linguère Kaolack |
| 50 km1:10 137 000 |